# Louis Massignon

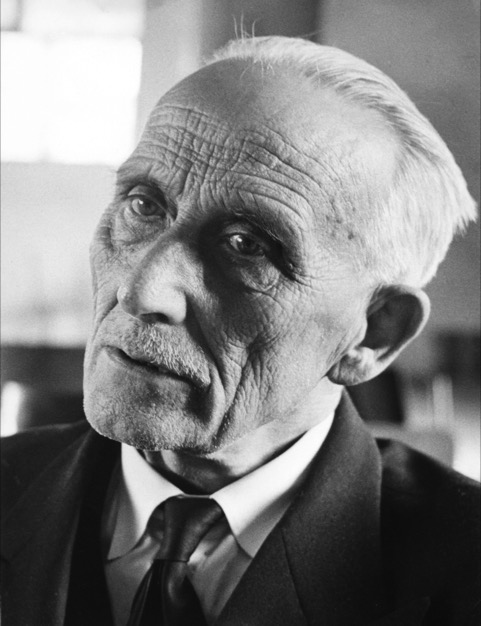
Louis Massignon (1956)

Louis Massignon (* 25. Juli 1883 in Nogent-sur-Marne; † 31. Oktober 1962) war einer der bedeutendsten französischen Orientalisten des 20. Jahrhunderts. Als Islamwissenschaftler, der sich insbesondere mit dem Mystiker al-Hallādsch beschäftigte, setzte er sich neben seiner wissenschaftlichen Arbeit für die Verständigung zwischen Christen und Muslimen ein. In seinem Bemühen, als Katholik den Islam von innen her zu verstehen, bereitete er den Weg für Neubestimmung der Position der katholischen Kirche zum Islam, die beim Zweiten Vatikanum in der Erklärung Nostra Aetate geschah.

## Leben
Louis Massignon wurde in Nogent-sur-Marne in der Nähe von Paris geboren. Sein Vater, Fernand Massignon (1855–1922), arbeitete als Maler und Bildhauer unter dem Pseudonym Paul Roche und war ein enger Freund des Schriftstellers Joris-Karl Huysmans. Bis zu seinem Tod 1907 war Huysmans ein väterlicher Freund für Massignon; seine Mutter war eine praktizierende Katholikin.

### Studien
Louis Massignon besuchte das berühmte Lycée Louis-le-Grand in Paris (1896) und befreundete sich dort mit seinem Klassenkameraden Henri Maspero, später ein angesehener Sinologe. Nach seinem Abitur (1901) unternahm Massignon eine erste Reise nach Algerien, wo seine Familie Beziehungen hatte, insbesondere Verbindungen zu hohen Kolonialoffizieren: Henry de Vialar, Henry de Castries und Alfred Le Chatelier, dem Begründer des Lehrstuhls für Soziologie des Islams am Collège de France in Paris. 1902 setzte er seine Studien fort, erwarb eine Licence mit einer Studie über Honoré d’Urfé und widmete sich dem ersten seiner zahlreichen arabischen Themen: den Korporationen in Fès in Marokko im 15. Jahrhundert. Massignon studierte die Quellen für seine Studien 1904 in Marokko und beschloss nach einer gefährlichen Begegnung in der Wüste, sich dem Studium der arabischen Sprache zu widmen. 1906 erhielt er das „diplôme d’études supérieures“ mit seiner Studie Tableau géographique du Maroc dans les 15 premières années du 16ième siècle, d’après Léon l’Africain.

### Konversion zum Christentum
1907 wurde er in archäologischer Mission nach Mesopotamien entsandt. In Bagdad war er Gast der großen muslimischen Familie der Alusi und wurde dabei mit der Art von arabischer Gastfreundschaft bekannt, der er sein Leben lang seinen Respekt zollte. Die Alusi retteten ihn 1908 aus einer gefährlichen Situation in der Wüste – während der türkischen Revolution wurde er als 'Spion' verhaftet und fast hingerichtet. Die Alusi halfen ihm auch bei der Suche nach den Quellen für sein opus magnum über al-Hallādsch. 1909 veröffentlichte er in der Pariser Zeitschrift Revue du Monde Musulman mit seiner Studie über die Bibliothek von Boutilimit in Mauretanien die erste Beschreibung einer mittelalterlichen arabischen Manuskriptsammlung in der westlichen Sahara.
Die Situation seiner Gefangenschaft in der Türkei und die Erfahrung der muslimischen Spiritualität führten zu seiner Konversion zum Christentum: In Todesgefahr, in großer physischer Angst, verspürte er Reue über sein bisheriges Leben als Agnostiker, machte einen Selbstmordversuch, fiel in ein Delirium und in einen Zustand äußerster Unruhe, der später als Malaria, als Sonnenstich, als Erschöpfung oder als Manie diagnostiziert wurde. Schließlich erlebte er die Präsenz Gottes als „Besuch eines Fremden“, die ihn überwältigte, ihn passiv und hilflos machte. Er fühlte sich dafür zur Rechenschaft gezogen, dass er über Andere zu harsch geurteilt habe und verlor fast das Bewusstsein seiner Identität. Aber er erfuhr dieses Ereignis auch als Befreiung von seiner (äußeren) Gefangenschaft und als Versprechen, dass er nach Paris werde zurückkehren können. Er selbst interpretierte dieses Delirium als „Reaktion seines Gehirns auf die 'erzwungene' Konversion seiner Seele“.
Er genas rasch von seiner Krankheit, hatte ein zweites spirituelles Erlebnis und reiste, begleitet von dem irakischen Karmeliter-Pater Anastase-Marie de Saint Elie, nach Beirut und vollendete so seine Konversion zum Katholizismus.
Massignon glaubte bei seiner Begegnung mit Gott und seiner Konversion durch die Fürbitte seiner lebenden und verstorbenen Freunde, unter ihnen Huysmans und Charles de Foucauld (1858–1916), der ebenfalls Gott im muslimischen Kontext erfahren hatte, unterstützt worden zu sein. So wurde für Massignon seine Konversion zur Grundlage seiner lebenslangen Beschäftigung mit dem Islam. Foucauld und Massignon pflegten bis zu Foucaulds Ermordung einen geistlichen Austausch in Briefen. Foucauld machte Massignon zum Vollstrecker seines spirituellen Erbes: des „Directoire“ — die Regeln für die Kleinen Brüder Jesu, deren Publikation Louis Massignon 1928 erreichte, nachdem die katholischen Autoritäten lange mit dem Imprimatur gezögert hatten.
Massignon folgte jedoch nicht Foucaulds Einladung, sich seinem Leben als Einsiedler unter den Tuareg in Tamanrasset anzuschließen. Stattdessen heiratete er im Januar 1914 seine Kusine Marcelle Dansaert-Testelin.

### Einsatz im Ersten Weltkrieg
Während des Ersten Weltkriegs war Massignon als Übersetzer und Offizier für das 2ème Bureau im Hauptquartier der 17. französischen Kolonialdivision tätig. In dieser Eigenschaft wurde er der Delegation für die Verhandlungen, die zum Sykes-Picot-Abkommen führten, zugeteilt. Vorher hatte er auf eigenen Wunsch an der mazedonischen Front gedient, wo er eine Medaille für seine Tapferkeit erhielt.
Durch seine Tätigkeit für die Delegation wurde Massignon mit T.E. Lawrence bekannt, mit dem er über das Handbook for Arabia, das zum Modell für sein Annuaire du Monde Musulman (Jahrbuch der islamischen Welt) wurde, sprach. Beide empfanden dasselbe Gefühl der Ehre und des Verrats nach dem Kollaps der arabisch-englisch-französischen Beziehungen und der Veröffentlichung der Balfour-Deklaration (1917). Massignon erscheint nicht unter Lawrences Freunden in Lawrences veröffentlichten Briefen, aber dies bedeutet nicht, dass Lawrence kein intellektuelles Interesse an Massignons späteren Beiträgen zur Arabistik genommen hätte.

### Wissenschaftliche Arbeit nach dem Ersten Weltkrieg
Am 15. Juni 1919 wurde Massignon provisorisch als Nachfolger von Alfred le Chatelier für den Lehrstuhl für Soziologie des Islams am Collège de France nominiert. Er erhielt den Lehrstuhl endgültig im Januar 1926, nach der Pensionierung Le Chateliers. Er führte Forschungen zu verschiedenen den Islam betreffenden Themen durch, so über das Leben des im 10. Jahrhundert lebenden Mystikers al-Hallādsch, Mohammeds Gefährten Salman Pak und die Bedeutung Abrahams für die drei Abrahamitischen Religionen.
Seine vierbändige Dissertation über Halladsch erschien 1922. Viele haben Massignon dafür kritisiert, dass er einer relativ marginalen Figur des Islams so viel Raum einräumte. Edward Said schreibt in Orientalism (deutscher Titel: Orientalismus), Massignon zufolge beruhe der Islam auf der systematischen Zurückweisung der christlichen Inkarnationslehre. „Mohammed sollte das Feld räumen, um Platz für eine Christusfigur wie al-Halladsch zu machen“ (deutsche Ausgabe bei S. Fischer, 2009, Seite 126). Massignons große Offenheit gegenüber dem Islam wurde von vielen Katholiken mit Skepsis betrachtet.
Zu seinen Schülern zählen viele später berühmte Gelehrte: Henry Corbin, den er zum Studium des Suhrawardi (Shaykh Al-Ishraq) führte; Abd al-Rahman Badawi, den ägyptischen Spezialisten für arabische Philosophie; Abd al-Halim Mahmud, Scheich der al-Azhar-Universität und in den USA George Makdisi, Herbert Mason und James Kritzeck.

### Religiöses Engagement
In den 1930ern spielte Franz von Assisi eine große Rolle in seinem Leben: 1931 trat Massignon dem franziskanischen Dritten Orden (für Laien) bei und nahm den Namen „Ibrahim“ an. Am 9. Februar 1934 predigten Massignon und Mary Kahil, eine Freundin aus Jugendtagen, in einer verlassenen franziskanischen Kirche in Damietta, Ägypten, wo Franz von Assisi 1219 Sultan al-Malik al-Kamil getroffen hatte. Sie legten ein Gelübde der Badaliya (arabisch: Stellvertretung) ab und gelobten damit, für die Muslime zu leben, „nicht um sie bekehren, sondern damit der Wunsch Gottes in ihnen und durch sie erfüllt werde“. Dieses Gelübde führte 1947 zur offiziellen Gründung der Badaliya-Gebetsvereinigungen.
Von Mary Kahil ermutigt und mit der Erlaubnis von Papst Pius XII. wurde er am 5. Februar 1949 in die Melkitische Griechisch-Katholische Kirche aufgenommen. So war er weiterhin Mitglied der katholischen Kirche, jedoch nicht mehr in deren römisch-katholischer Gestalt mit ihrer lateinischen Liturgie. Da der melkitischen Kirche arabische Christen angehören und der Gottesdienst in Arabisch gefeiert wird, konnte Massignon sowohl arabischen Christen als auch Muslimen näher sein. Als griechischer Katholik konnte er zum Priester geweiht werden, obwohl er verheiratet war. Trotz anfänglichen Widerstandes von Seiten des Heiligen Stuhls wurde er vom Bischof Kamel Medawar am 28. Januar 1950 mit der Erlaubnis des Patriarchen Maximos IV ordiniert. Ein Priester zu sein, bedeutete für Massignon, für andere da zu sein, besonders für Muslime.

### Politisches Engagement nach dem Zweiten Weltkrieg
Nach dem Zweiten Weltkrieg war Massignon weiterhin als Gelehrter tätig, verlagerte aber den Schwerpunkt seiner Aktivitäten auf die politische Unterstützung der Muslime und der arabischen Christen. Er folgte darin dem Vorbild Mahatma Gandhis und seinen Prinzipien des gewaltlosen Handelns (ahimsa und satyagraha). Er war auch Präsident der Gesellschaft Amis de Gandhi, die dessen Ideal der Gewaltlosigkeit in Frankreich bekanntmachte. Er betonte, dass er nicht auf Erfolg bei all seinen Unternehmungen hoffen dürfe. Ihm gehe es vor allem darum, wie Jesus Christus Zeugnis für Wahrheit und Gerechtigkeit abzulegen.
Massignon engagierte sich für:
- die in Palästina lebenden Araber, die durch die Gründung Israels 1948 vertrieben worden waren. Er glaubte an die friedliche Koexistenz der Juden, Muslime und Christen in Palästina;
- gegen die Absetzung des Sultans Sidi Muhammad in Marokko 1953 durch die französische Regierung, die von zwei selbsternannten muslimischen religiösen Führern, Thāmī al-Glawī und ʿAbdalḥai al-Kittānī, betrieben worden war; dabei wurde er von zwei Komitees unterstützt, France-Islam und das neu gegründete France-Maghreb. Zu den Mitgliedern des letzteren zählten François Mitterrand, François Mauriac und André Julien;
- für die Freilassung der politischen Gefangenen in Madagaskar als Präsident des Comité pour l’amnistie aux condamnés politiques d’outre-mer. Das Komitee erreichte letztlich diese Amnestie.
- für eine friedliche Lösung der kolonialen Spannungen in Algerien, die zum Algerienkrieg führten.

Dialog war für Massignon sehr wichtig. Er sprach auch mit dem iranischen Soziologen Ali Schariati, der später als modernistischer, muslimischer Denker im Iran sehr einflussreich wurde. Schariati hatte großen Respekt für Massignon und verehrte ihn als Lehrer und Meister.
Louis Massignon starb am 31. Oktober 1962 und wurde am 6. November in Pordic in der Bretagne beerdigt.

## Schriften
- Tableau géographique du Maroc dans les 15 premières années du 16ième siècle, d’après Léon l’Africain. Éditions Jourdan, Algier 1906.
- La passion d’al-Hosayn-Ibn-Mansour al-Hallaj martyr mystique de l’islam exécuté à Bagdad le 26 mars 922. Étude d’histoire religieuse. Geuthner, Paris 1922; neu herausgegeben bei Gallimard, Paris 2012, ISBN 978-2-07-043591-3 (Bd. 1).
- Essai sur les origines du lexique technique de la mystique musulmane. 1922 (Digitalisat)
- “Der gnostische Kult der Fatima im schiitischen Islam”. In: Eranos-Jahrbuch 1938 (Digitalisat - engl. Übers.)